# Borgio Verezzi
Borgio Verezzi es un municipio situado en el territorio de la provincia de Savona, en Liguria (Italia).

## Demografía
| Gráfica de evolución demográfica de Borgio Verezzi entre 1861 y 2001 |
|                                                                      |
| Fuente ISTAT - elaboración gráfica de Wikipedia                      |